# Clitaetra perroti
Espèce
Statut de conservation UICN

 LC  : Préoccupation mineure
Clitaetra perroti est une espèce d'araignées aranéomorphes de la famille des Araneidae.

## Distribution
Cette espèce est endémique de Madagascar.

## Description
La femelle holotype mesure 7 mm.
Le mâle décrit par Kuntner en 2006 mesure 2,9 mm et la femelle 5,7 mm, les mâles mesurent de 2,9 à 3,4 mm et les femelles de 4,4 à 7,0 mm.

## Systématique et taxinomie
Cette espèce a été décrite par Simon en 1894.

## Étymologie
Cette espèce est nommée en l'honneur d'Edouard Perrot (1863-1903).

## Publication originale
- Simon, 1894 : Histoire naturelle des araignées. Paris, vol. 1, p. 489-760 (texte intégral).